# Andre Smith (giocatore di football americano)
Andre D. Smith jr. (Birmingham, 25 gennaio 1987) è un giocatore di football americano statunitense che milita negli Arizona Cardinals della National Football League (NFL).

## Carriera universitaria
Smith al college giocò con gli Alabama Crimson Tide, squadra rappresentativa dell'università dell'Alabama.
Riconoscimenti vinti:
- First-team Freshman All-SEC (2006).
- (2) First-team All-SEC (2007 e 2008).
- Fist-team All-American (2008).

## Carriera professionistica

### Cincinnati Bengals
Al draft NFL 2009 è stato selezionato come 6ª scelta assoluta dai Bengals. Ha firmato dopo un mese di trattative un contratto di 4 anni con 20 milioni di dollari garantiti. Durante gli allenamenti estivi si frattura il piede, riesce a rientrare e a concludere la stagione giocando 6 partite di cui una da titolare. Ha debuttato nella NFL il 29 novembre 2009 contro i Cleveland Browns indossando la maglia numero 71.
Nella stagione successiva a metà stagione si infortunò nuovamente al piede, dopo aver saltato due partite il 13 novembre 2010 venne messo sulla lista degli infortunati concludendo la stagione regolare in anticipo.
Nel suo terzo anno nella NFL giocò 14 partite tutte da titolare.

### Arizona Cardinals
Il 16 marzo 2018, Smith firmò un contratto biennale con gli Arizona Cardinals. Nella stagione 2020 decise di non scendere in campo a causa della pandemia di COVID-19.